# Sans Vergogne
Sans vergogne est un spectacle Montage textes-chansons. Traitant de la question de la délinquance des adolescents, il est inspiré de la chanson de Georges Brassens Les quatre bacheliers.
Composé de textes d'auteurs, de poèmes, de chansons il a été créé en juin 1967 à Saint-Etienne par l'école d'art dramatique de la Comédie de Saint-Étienne. Ce spectacle se caractérise par le fait que la distribution comportait deux jeunes stéphanois : le "futur" comédien André Marcon qui effectuait là ses premières prestations publiques et le chanteur Alain Meilland qui quelques années plus tard serait l'un des cofondateurs du festival chansons le Printemps de Bourges.
- Saison : 1966 - 1967
- Spectacle: SANS VERGOGNE
- Sous-titre: montage de textes à partir de la chanson Led quatre bacheliers de Georges Brassens
- Auteur : création collective
- Genre : Montage Textes-Chansons
- Metteur en scène : Chattie Salaman
- Distribution avec : 
  - André Marcon
  - Alain Meilland
  - + (à compléter)
- Réalisation : Cours d'Art Dramatique de la Comédie de Saint-Etienne
- Production : Comédie de Saint-Etienne
- Pays de tournée :  France
- Dates : Spectacle créé en juin 1967 salle des Mutilés du travail - Saint-Etienne (loire)